# 約翰·尼利·甘迺迪
約翰·尼利·甘迺迪（英語：John Neely Kennedy；1951年11月21日—）是美國路易斯安那州的一位共和黨政治家。2016年，他當選為路易斯安那州選出的美國參議院議員。他擁有牛津大學莫德林學院的法學學士學位。在從政之前他是一位律師。
雖然甘迺迪是美國近代政治史的重要姓氏，約翰·尼利·甘迺迪和甘迺迪家族沒有任何血緣關係。

## 外部連結
- 路易斯安那州財政部官方網站 - 路易斯安那州司庫約翰·尼利·甘迺迪
- 約翰·甘迺迪州司庫競選網站 （页面存档备份，存于）

- 智慧投票计划中的傳記、投票紀錄及利益集團評級
- Issue positions and quotes at On the Issues
- 聯邦選舉委員會中的競選財務報告和數據
- Campaign contributions （页面存档备份，存于）在OpenSecrets.org

| 官衔                   | 官衔                                                          | 官衔                            |
| ---------------------- | ------------------------------------------------------------- | ------------------------------- |
| 前任者： 肯·鄧肯       | 路易斯安那州司庫 2000年－2017年                               | 繼任者： 羅恩·漢森 代理         |
| 政党职务               |                                                               |                                 |
| 前任者： 蘇珊娜·特雷爾 | 美國參議員路易斯安那州共和黨被提名人 （第2類） 2008年         | 繼任者： 比爾·卡西迪            |
| 前任者： 大衛·維特     | 美國參議員路易斯安那州共和黨被提名人 （第3類） 2016年、2022年 | 最新的                          |
| 美国参议院             |                                                               |                                 |
| 前任者： 大衛·維特     | 路易斯安那州第3類參議員 2017年－ 與比爾·卡西迪同時在任        | 現任                            |
| 美國排位名單           |                                                               |                                 |
| 前任者： 瑪姬·哈桑     | 美國參議員資歷 第70位                                         | 繼任者： 凱瑟琳·科爾特斯·馬斯托 |